# Îles Evgueni Fiodorov
Les îles Evgueni Fiodorov (en russe Острова Евгения Фёдорова) sont deux îles russes du groupe des îles Vostotchnye faisant elles-mêmes parties de l'archipel Nordenskiöld. Elle se trouve dans la mer de Kara. 

## Géographie

### Situation
Les îles Evgueni Fiodorov sont au centre-nord du groupe des îles Vostotchnye, à moins de 50 kilomètres de la Russie continentale. La pointe nord des deux îles est le point le plus septentrional des îles Vostotchnye. Elles sont entourées d'autres îles du groupes : l'île Matros à l'ouest, l'île Nord à l'est et l’île Bianki au sud dont elles sont séparées par le détroit de la Tranquillité.
À environ 6 kilomètres plus au nord se trouvent les îles Kolomeïtsev qui ne font pas partie du groupe des îles Vostotchnye. 

### Géographie physique
Les îles Evgueni Fiodorov sont au nombre de deux. Elles n’ont pas de noms distincts. La plus grande île du groupe a une forme allongée sur un axe nord-sud et à la côte inégale. Elle mesure 6,3 km de long et 2,4 km de large dans sa partie sud la plus large. La plus petite île se trouve au sud-est à une distance de quelques centaines de mètres. Elle a une forme allongée nord-sud, légèrement incurvée vers l'est et se rétrécissant vers le sud. Elle mesure 3 kilomètres de long et environ un kilomètre de large.
La majeure partie de ces deux îles est occupée par des petits plateaux bas et plats. Le point le plus haut, 30 mètres, se trouve sur l'île du nord tandis que le point le plus haut de l'île sud s'élève à 18 mètres. Il n'y a pas de ruisseaux et de lacs. Les côtes de l'île sud sont en pentes douces tandis que de basses falaises forment la côte nord-est de l'île nord.

## Histoire
Les îles ont été nommées en l’honneur d'Evgueni Konstantinovitch Fiodorov, géophysicien soviétique, chef du service hydro-météorologie de l’URSS, membre de l'Académie des sciences de l'URSS, Héros de l'Union soviétique et lauréat du Prix d'État de l'URSS.

## Protection
Comme le reste de l’archipel, elle fait partie de la réserve naturelle du Grand Arctique depuis 1993.

## Sources
- (ru) Cet article est partiellement ou en totalité issu de l’article de Wikipédia en russe intitulé « Острова Евгения Фёдорова » (voir la liste des auteurs).